# I liga 1967-1968
L'edizione 1967-68 del Campionato polacco di calcio vide la vittoria finale del Ruch Chorzów.
Capocannoniere del torneo fu Włodzimierz Lubański (Górnik Zabrze), con 24 reti.

## Classifica finale
|     | Classifica         | G  | V  | N  | P  | GF | GS | Pt |
| --- | ------------------ | -- | -- | -- | -- | -- | -- | -- |
| 1.  | Ruch Chorzów       | 26 | 14 | 10 | 2  | 56 | 26 | 38 |
| 2.  | Legia Varsavia     | 26 | 13 | 9  | 4  | 36 | 15 | 35 |
| 3.  | Górnik Zabrze      | 26 | 13 | 7  | 6  | 52 | 27 | 33 |
| 4   | Polonia Bytom      | 26 | 9  | 8  | 9  | 31 | 31 | 26 |
| 5.  | Zagłębie Sosnowiec | 26 | 10 | 6  | 10 | 28 | 29 | 26 |
| 6.  | Pogoń Szczecin     | 26 | 10 | 6  | 10 | 23 | 28 | 26 |
| 7.  | Śląsk Wrocław      | 26 | 8  | 9  | 9  | 22 | 22 | 25 |
| 8.  | GKS Katowice       | 26 | 8  | 9  | 9  | 29 | 34 | 25 |
| 9.  | Szombierki Bytom   | 26 | 10 | 3  | 13 | 37 | 40 | 23 |
| 10. | Odra Opole         | 26 | 7  | 9  | 10 | 20 | 33 | 23 |
| 11. | Stal Rzeszów       | 26 | 8  | 7  | 11 | 24 | 39 | 23 |
| 12. | Wisła Cracovia     | 26 | 5  | 11 | 10 | 18 | 24 | 21 |
| 13. | ŁKS Łódź           | 26 | 7  | 7  | 12 | 22 | 38 | 21 |
| 14. | Gwardia Warszawa   | 26 | 7  | 5  | 14 | 32 | 44 | 19 |

### Verdetti
- Ruch Chorzów Campione di Polonia 1967-68.
- ŁKS Łódź e Gwardia Warszawa retrocesse in II liga polska.